# Zbór Kościoła Zielonoświątkowego w Policach
Zbór Kościoła Zielonoświątkowego w Policach – zbór Kościoła Zielonoświątkowego w RP znajdujący się w Policach, przy ulicy Polnej 9.